# Colostygia sudduplicaria
Colostygia sudduplicaria är en fjärilsart som beskrevs av Costa 1849. Colostygia sudduplicaria ingår i släktet Colostygia och familjen mätare. Inga underarter finns listade i Catalogue of Life.